# جوناثان بينتيكي
جوناثان بينتيكي هو لاعب كرة قدم بلجيكي في مركز الهجوم، ولد في 28 أبريل 1995 في لياج في بلجيكا. لعب مع زولته فاريجيم.

## وصلات خارجية
- جوناثان بينتيكي على موقع قاعدة بيانات كرة القدم.إي يو (الإنجليزية)
- جوناثان بينتيكي على موقع Soccerbase.com (لاعب) (الإنجليزية)
- جوناثان بينتيكي على موقع Soccerway.com (الإنجليزية)
- جوناثان بينتيكي على موقع عالم كرة القدم.نت (الإنجليزية)
- جوناثان بينتيكي على موقع AS.com (الإسبانية)